# Подушкино (Москва)
Поду́шкино — бывшая деревня в Московской области. Известна с XVII века. В 1926 году в деревне было 103 хозяйства, из них 81 крестьянское. Проживало 409 человек (203 мужчины и 206 женщин), был сельсовет, больница и школа.
В 1960 году деревня вошла в состав Москвы. Последний жилой дом снесён в 1976 г. Теперь на территории Подушкина располагаются Белозерская улица и улица Корнейчука, а также современная этнографическая деревня Бибирево. От деревни, по состоянию на 2015 г., частично сохранилось только полуразрушенное здание бывшей Подушкинской земской школы (1903 г.), которое в 2011 г. было отнесено к заявленным объектам культурного наследия, а в 2022 г. было снесено для постройки апарт-комплекса «Clementine”..
Деревня с таким же названием есть в ближайшем Подмосковье (в Одинцовском районе).

## Известные уроженцы
- Иона (Карпухин) — митрополит Русской Православной церкви.

## Примечания

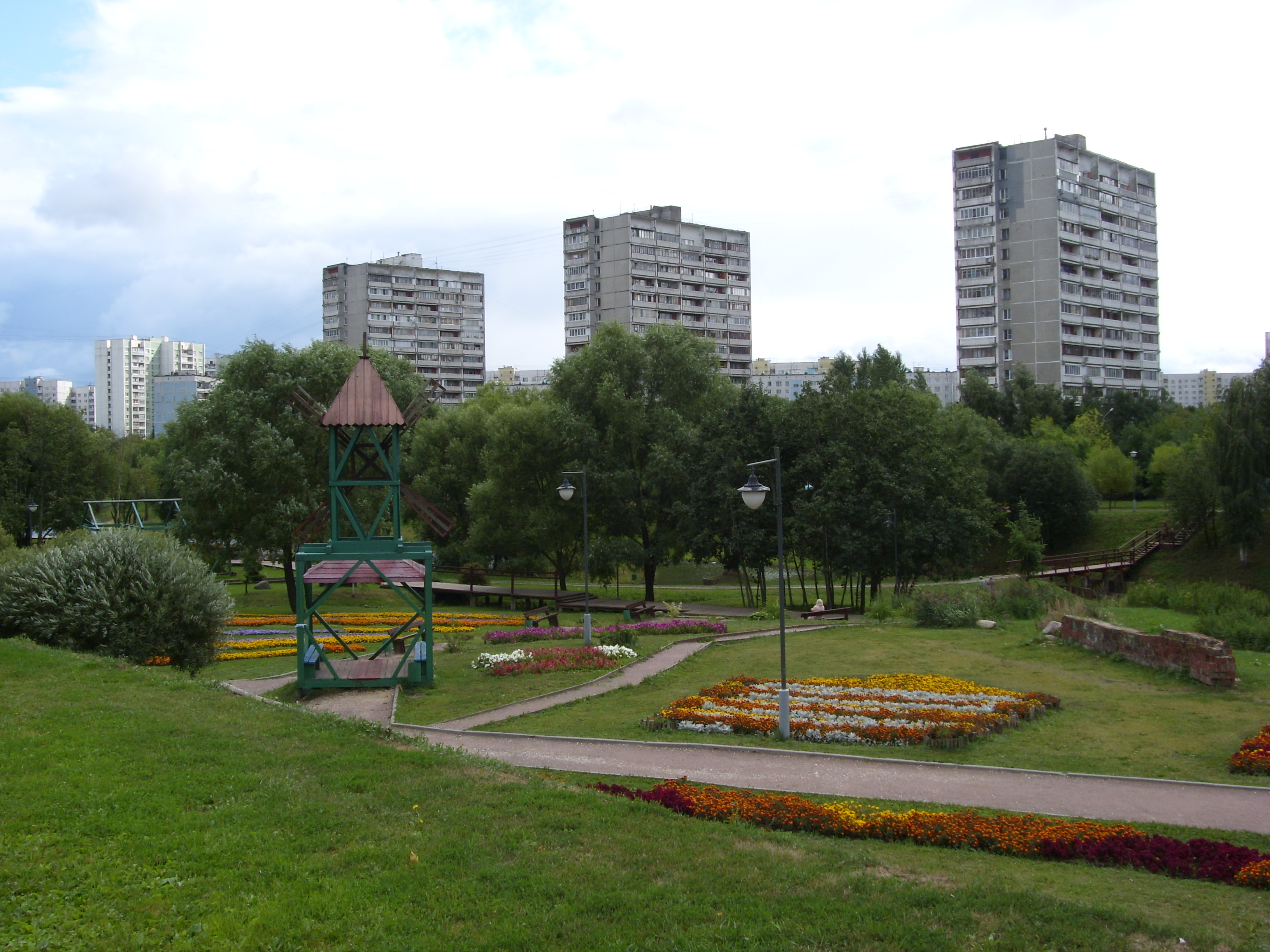
Парк "Этнографическая деревня Бибирево" на месте д. Подушкино. (2009 г.)

## Литература

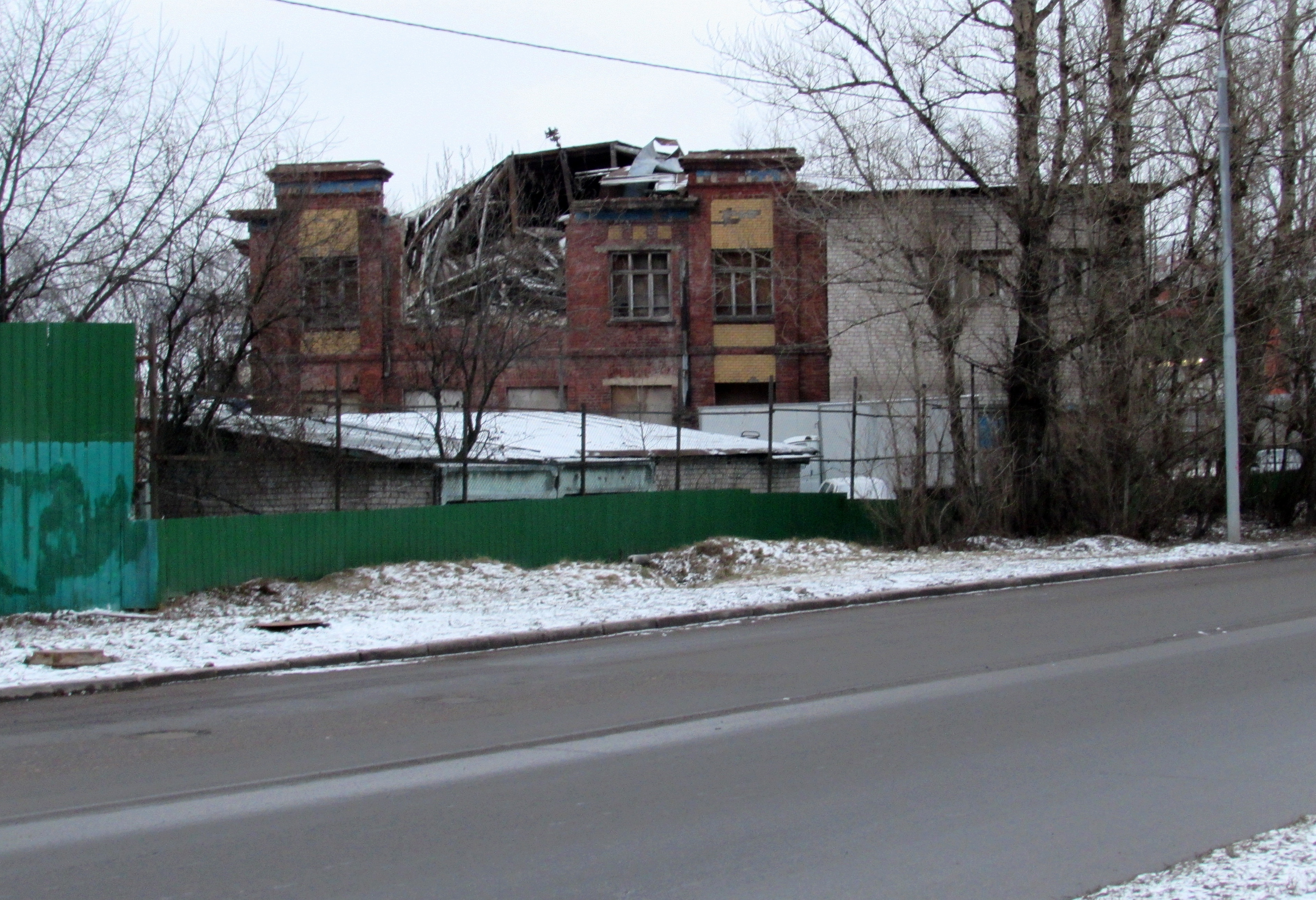
Развалины здания Подушкинской земской школы (построена в 1903 г.), по состоянию на декабрь 2015 года.